# إريك شميت (لاعب كرة يد)
إريك شميت (6 أغسطس 1912 في سويسرا - 29 أكتوبر 1979) هو لاعب كرة يد سويسرا. شارك في الألعاب الأولمبية الصيفية 1936.

## وصلات خارجية
- إريك شميت على موقع اللجنة الأولمبية الدولية (الإنجليزية)
- إريك شميت على موقع أوليمبيديا (الإنجليزية)